# Louise Currey
Louise Currey (dekliški priimek McPaul), avstralska atletinja, * 24. januar 1969, Port Kembla, Novi Južni Wales, Avstralija.
Nastopila je na poletnih olimpijskih igrah v letih 1992, 1996 in 2000, leta 1996 je osvojila srebrno medaljo v metu kopja. V letih 1994 in 1998 je zmagala na igrah Skupnosti narodov.